# Melanocytstimulerande hormon
Melanocytstimulerande hormon, MSH, är en grupp peptidhormon med receptorer på melanocyter, pigmentceller. MSH stimulerar dessa till att öka sin produktion av melanin, ett pigmentämne. Det bildas av proopiomelanokortin.
Tre olika molekyler har kunnat verifieras alfa-MSH, beta-MSH och gamma-MSH. Den första varianten, alfa-MSH, är den mest aktiva.
Trots att MSH påverkar melanocyters pigmentproduktion, är skillnader i koncentration av hormonet inte den huvudsakliga anledningen till variation i hudfärg hos människan. Denna variation beror snarare på genetiska faktorer som påverkar melanocyternas aktivitet, samt hur mycket UV-strålning individen utsätts för.